# 张宇晴
张宇晴（？？—），男，中华人民共和国政治人物，曾任江西共产主义劳动大学党委书记，江西省人大常委会副主任兼人大秘书长。:192